# Säure (Wein)

Schemazeichnung Weinbeere: 10.b Äpfelsäure in der Zentralzone, 11.b Weinsäure in der Intermediatenzone

Die Säuren im Wein spielen sowohl bei der Weinbereitung als auch im fertigen Produkt Wein eine wichtige Rolle. Sie haben einen direkten Einfluss auf die Farbe des Weins sowie auf die sensorische Bewertung durch das Gegenspiel zu Zucker und Alkohol. Sie spielen eine entscheidende Rolle im Energiestoffwechsel der Hefen während der alkoholischen Gärung. Untersuchungen zu den Säuren im Wein berühren daher so unterschiedliche Bereiche wie die Sensorik, die Biochemie und die Mikrobiologie der Gärung, weinbautechnische Praktiken, Behandlungsmethoden beim ausgebauten Wein sowie die Stabilisierung und Konservierung des Weins. Insbesondere die Hochleistungsflüssigkeitschromatografie brachte wichtige Erkenntnisse zu den pKS-Werten der einzelnen Säuren sowie zu Säuren, die nur in winzigen Spuren vorhanden sind.
Gewisse Säuren sind schon in der Beere präsent. Die Konzentration der Gesamtsäure in den Weinbeeren steigt mit dem Beginn des Beerenwachstums in den Beeren bis zu einem Maximum an. Nach dem Erreichen des Maximums beginnt die Synthese der Fruchtzucker sowie ein Abnehmen der Konzentration der Säuren. Der pH-Wert eines Weines liegt je nach Rebsorte und Anbaugebiet zwischen 2,9 und 4,0. Der pH-Wert ist ein Maß für die Stärke der sauren bzw. basischen Wirkung einer wässrigen Lösung, wobei der Neutralwert 7,0 beträgt. Niedrigere pH-Werte im Wein werden durch stärkere Säuren und/oder höhere Konzentrationen der enthaltenen Säuren hervorgerufen. Die drei wichtigsten Säuren in der reifen Beere sind die Weinsäure, die Äpfelsäure sowie die Citronensäure, die alle zu den nichtflüchtigen Säuren zählen. Während der alkoholischen Gärung sowie beim späteren Ausbau des Weins in Gebinden wie dem Holzfass oder dem Edelstahlbehälter entstehen weitere Säuren. Zu den prominentesten Vertretern zählen Essigsäure, Buttersäure, Milchsäure und Bernsteinsäure.
In der Sensorik verleiht die Säure dem Wein Frische und Struktur und fördert ein ausgewogenes Verhältnis der wichtigsten Geschmackskomponenten des Weins. Dies gilt jedoch nicht für alle Säuren. Der als Essignote, Essigstich oder auch flüchtige Säure bekannte Weinfehler entsteht durch einen zu hohen Anteil der Essigsäure. Während der normalen alkoholischen Gärung entsteht ca. 0,2–0,4 g/l flüchtige Säure. Der Wert kann unter Luftkontakt auf 0,6 g/l ansteigen. Diese Konzentrationen stellen den üblichen Bereich dar und sollten aus geschmacklichen Gründen nicht überschritten werden. Neben der Essigsäure zählen auch die Ameisensäure sowie in geringerem Maße die Propionsäure und die Hexansäure zu den Verursachern dieses Fehlers.
Je nach Erzeugerland können im Rahmen der lokalen Weingesetzgebung zur Stabilisierung des Weins Ascorbinsäure, Sorbinsäure und Schweflige Säure zugegeben werden.

## Gustatorische Wahrnehmung
Aktuell wird von mindestens fünf Grundqualitäten der Gustatorischen Wahrnehmung ausgegangen:
1. süß – ausgelöst durch Zucker, auch durch einige Aminosäuren, Peptide, Alkohole, siehe auch: Süßstoffe
2. salzig – ausgelöst durch Speisesalz, auch durch einige andere Mineralsalze
3. sauer – ausgelöst durch saure Lösungen und organische Säuren
4. bitter – ausgelöst durch eine Vielzahl verschiedener Stoffe, siehe auch: Bitterstoffe
5. umami (jap.: fleischig, herzhaft) – ausgelöst durch Glutaminsäure und Asparaginsäure.

Bereits seit Anfang des 20. Jahrhunderts ist bekannt, dass die unterschiedlichen Geschmacksqualitäten von allen geschmacksempfindlichen Teilen der Zunge wahrgenommen werden. Die Unterschiede zwischen den Zungenbereichen bezüglich der Sensitivität für einzelne Qualitäten sind beim Menschen nur gering. Dennoch ist in vielen Lehrbüchern noch eine Einteilung der Zunge in „Geschmackszonen“ zu finden.

## Ermittlung der Gesamtsäure sowie nationale Eigenheiten
Wenn in Weinanalysen von Säure die Rede ist, spricht man von der titrierbaren Gesamtsäure. Der durch Titration ermittelte Wert entspricht jedoch nicht der als Summe der einzelnen Säuren berechneten Gesamtsäure. Ebenso wenig korreliert die titrierbare Gesamtsäure mit dem pH-Wert des Weins. Bei der Bestimmung der Gesamtsäure durch Chromatographie wird dagegen die Konzentration aller Säuren unabhängig vom Ausmaß der Pufferung gemessen. Sowohl die mit dem Chromatographen ermittelte Gesamtsäure als auch der pH-Wert sind damit ein deutlich schlechteres Maß für die Säurewahrnehmung als die titrierbare Gesamtsäure. Weinsäure und Citronensäure senken den pH-Wert bei gleicher Konzentration deutlich stärker als Äpfelsäure, Milchsäure oder auch Bernsteinsäure.
Die Berechnung der titrierbaren Gesamtsäure wird nicht in allen Ländern nach dem gleichen Verfahren durchgeführt! Während in Deutschland die Gesamtsäure als Weinsäure berechnet wird, gibt man in Frankreich die Säure in g/l Schwefelsäure an. Der Umrechnungsfaktor zwischen beiden Werten liegt bei 1,53. Wenn ein Wein nach deutscher Methode eine Säure von 6 g/l aufweist, so ergibt sich nach der französischen Methode für den gleichen Wein ein Wert von 3,9 g/l (= 6 g/l geteilt durch 1,53). Eine bloße Angabe der Säure ohne Auskunft über die Referenzsäure ist somit wenig hilfreich.

## Flüchtige und nicht-flüchtige Säuren
Im Gegensatz zu den nichtflüchtigen Säuren verdampfen die flüchtigen im Wein bei einer Destillation bzw. verflüchtigen sich im Laufe der Zeit. Die im Wein enthaltenen flüchtigen Säuren sind zum Großteil Essigsäure (bei gesundem Wein 0,15 bis 0,6 g/l) mit ihren chemischen Verbindungen, sowie Ameisensäure, Bernsteinsäure, Buttersäure und Propionsäure. Die leicht beobachtbar flüchtige Kohlensäure wird beim Wein nicht zur Gruppe der flüchtigen Säuren gerechnet.
Die wichtigsten drei nichtflüchtigen Säuren sind Weinsäure, Äpfelsäure und Zitronensäure, die etwa zwei Drittel ausmachen. In geringeren Mengen vorhanden sind Milchsäure, Galacturonsäure, Gluconsäure, Glucuronsäure, Glykolsäure, Oxalsäure und Schleimsäure sowie eine Vielzahl anderer Säuren, die nur in Spuren im Wein vorhanden sind.
Die Maximalwerte der flüchtigen Säure sind abhängig von der Weinart und der Qualitätsstufe und dürfen zu keinem Zeitpunkt der Weinbereitung überschritten werden.
- Weißwein und Roséwein:
  - Tafelwein, Landwein, QbA, Kabinett, Spätlese, Auslese 1,08 g/l
  - Beerenauslese, Eiswein 1,80 g/l
  - Trockenbeerenauslese 2,10 g/l
- Rotwein:
  - Tafelwein, Landwein, QbA, Kabinett, Spätlese, Auslese 1,20 g/l
  - Beerenauslese, Eiswein 1,80 g/l
  - Trockenbeerenauslese 2,10 g/l

## Die Rolle der Säuren bei der Weinbereitung

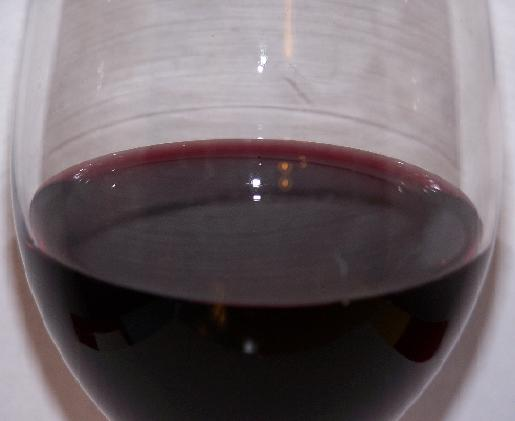
Ein Rotwein mit hohem pH-Wert und damit geringer Azidität wie z. B. die Rebsorte Carménère (siehe Bild) tendiert eher zu bläulichen Reflexen in der Farbe.

Neben dem Mostgewicht ist der Gesamtsäuregehalt ein wichtiger Indikator für den Winzer, wann mit der Ernte begonnen werden kann. Der Anteil der Gesamtsäure ist kurz vor der beginnenden Reife der Beeren am höchsten und nimmt dann beständig ab. Während die Äpfelsäure veratmet wird, stoppt die Produktion von Weinsäure im nicht mehr grünen Gewebe der Beeren. Insbesondere zur Erzeugung von Schaumwein werden die Beeren bewusst noch vor der Vollreife geerntet, um dem Grundwein ein kräftiges Säuregerüst zu verleihen. Im heißen Jahrgang 2003 kam es bei den hohen Temperaturen zu einer intensiven Veratmung der Äpfelsäure. Dies führt häufig insbesondere beim Weißwein zu flachen Weinen mit nur geringem Alterungspotential.
Bei der Weinbereitung spielt die Säure neben dem Schwefeldioxid eine wichtige Rolle in der Stabilisierung des Weins. Im sauren Milieu überleben fast keine Bakterien mehr. Wichtige Ausnahmen sind dabei die Essigsäurebakterien sowie die Milchsäurebakterien. In geringem Maße kann man nach der malolaktischen Gärung auch Buttersäurebakterien finden, die für den Aceton-Geruch (Uhu-Ton) im fehlerhaften Wein verantwortlich gemacht werden.
Bei Rotweinen hilft die Säure bei der Langzeitstabilisierung der Farbe und ist ebenfalls ein bestimmendes Element der Farbgebung. Anthocyane absorbieren Licht im Wellenlängenbereich zwischen 270 und 290 Nanometern (ultraviolette Strahlung) sowie im sichtbaren Bereich zwischen 465 und 560 Nanometern (blau bis grün). Der Wellenlängenbereich wird außer von der Molekülstruktur auch vom pH-Wert der Umgebung beeinflusst. Das Farbspektrum reicht dabei von blau bis rot, es finden sich alle Farben bis auf grün. Im sauren Milieu überwiegt die Rotfärbung, im basischen sind vor allem Blau- und Violetttöne zu finden. Weine mit hohem pH-Wert (wie zum Beispiel bei Weinen aus Syrah) verfügen über mehr blaue Farbpigmente, die jedoch nicht sehr stabil sind. Diese Weine können dann farblich schneller altern und dann einen unschönen gräulichen oder bräunlichen Ton aufweisen.

## Säure in der Weinsensorik
Sensorisch spielt die Gesamtsäure eine große Rolle. Sie verleiht dem Wein Struktur und im Idealfall einen frischen, meist fruchtigen Geschmackseindruck. Verstärkt wird dieser Eindruck durch ein leichtes Prickeln auf der Zunge. Weine mit zu niedrigem Säureanteil werden meist als flach und uninteressant empfunden.
Insbesondere in der Weinsprache kühlerer Weinbaugebiete wie in Deutschland oder auch im Norden Frankreichs gibt es eine Fülle beschreibender Worte, die den durch die Säure bestimmten Geschmackseindruck beschreiben:
beißend, grün, lebendig, resch, säurebetont, stahlig, Säurespiel, spritzig, kantig oder sauer.

## Weinsäure

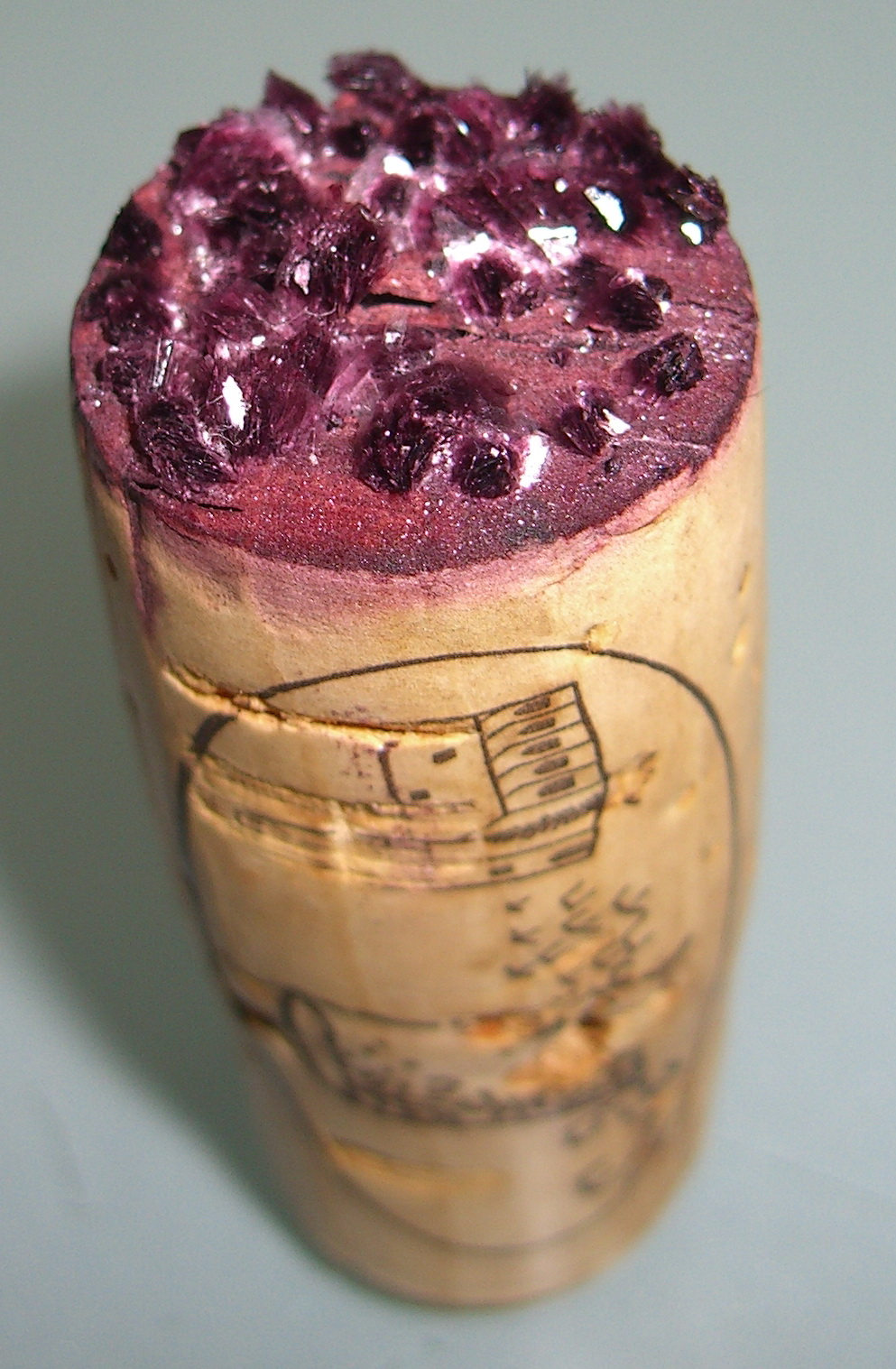
Weinstein eines Rotweins, am Korken auskristallisiert

Die Weinsäure, auch als 2,3-Dihydroxybernsteinsäure oder 2,3-Dihydroxybutandisäure (nach IUPAC-Nomenklatur) bezeichnet, ist eine α-Hydroxycarbonsäure. Die Salze und Ester der Weinsäure heißen Tartrate. Die in Weintrauben auftretende L-(+)-Weinsäure ist in der EU als Lebensmittelzusatzstoff E 334 zugelassen.
In Deutschland wird der Gesamtsäuregehalt von Weinen – berechnet als Weinsäure – angegeben. Besonders die L-(+)-Weinsäure sowie deren Calcium-, Kalium- und Magnesiumsalze finden sich reichlich in den Reben, Trauben und Blättern des Weinstocks.
Für die Weinsäure gilt: Je reifer das Traubengut, umso höher ist der Anteil der Weinsäure an der Gesamtsäure. Die Weinsäure spielt beim Wein eine wichtige Rolle. Zum einen wird die chemische Beständigkeit des Weins durch einen hohen Anteil an Säure positiv beeinflusst, d. h. der Wein verfügt über ein besseres Alterungspotential. Zum anderen stützt ein hoher Säureanteil die Farbe des Weins. Geschmacklich beeinflusst die Weinsäure nicht anders als die Äpfelsäure auch. Beide Säuren sind geschmacklich nicht zu unterscheiden.
Im Verlauf der Reife der Beeren nimmt die Konzentration sowohl der Äpfel-, als auch Weinsäure ab. Während die Äpfelsäure durch die Zellatmung verstoffwechselt wird und der Säureabbau damit auch temperaturabhängig (und somit jahrgangsabhängig) ist, wird die Weinsäure im nicht mehr grünen Fruchtgewebe der Beere nicht mehr produziert. Durch die Zunahme der Beerengröße wird der gleichbleibend hohe Anteil der Weinsäure zunehmend verdünnt.

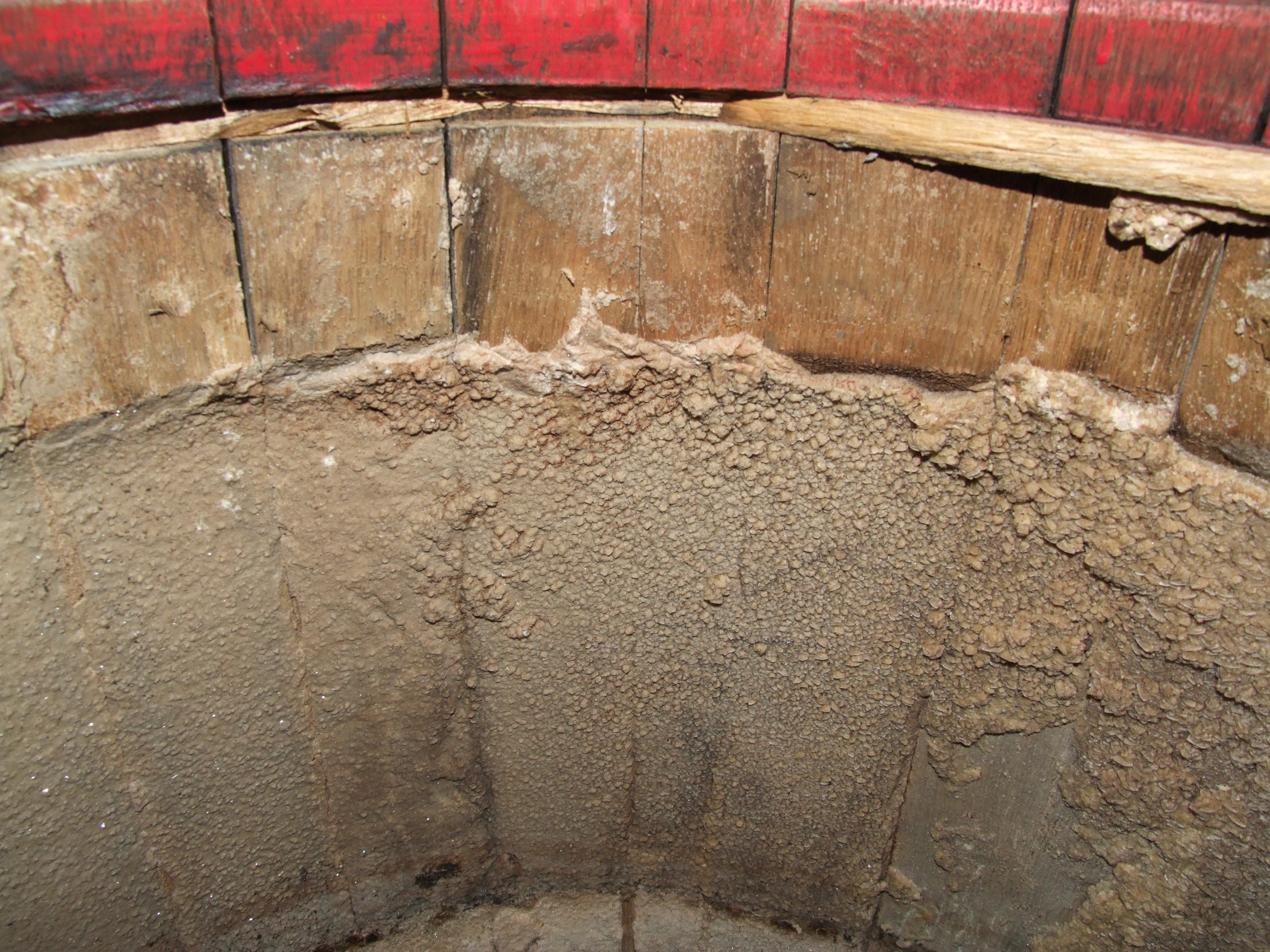
Weinstein, der sich während des Ausbaus des Weins am Holzfass ablagert

Während der Weinherstellung fällt die Weinsäure zu einem großen Teil in Form von Weinstein aus. Bei der Gärung kristallisiert die Säure an Hefesatz, Maischeresten, Tanninen und Pigmenten aus. Der früher häufig zu beobachtende Weinstein in der Flasche, die auskristallisierte Form der Weinsäure, die sich je nach Art der Lagerung am Korken oder auf dem Flaschengrund befindet, ist kaum noch zu beobachten. Die Kristalle beeinflussen allenfalls die Klarheit eines Getränkes und können dadurch den Trinkgenuss mindern. Weißwein wird unter anderem dekantiert, um Weinstein vom Wein zu trennen. Weinstein ist geschmacksneutral und fühlt sich im Mund wie Sand an. Da dieses harmlose Depot häufig zu (grundlosen) Reklamationen führte, durchlaufen heute viele der für den Massenmarkt bestimmten Weine eine sogenannte Weinstein-Stabilisierung. Hierbei wird der Wein während zwei Wochen auf 4 °C oder auch tiefer gekühlt und mit sehr kleinen Tartratkristallen geimpft. Bei diesen Temperaturen wird die Weinsäure in Übersättigung gebracht um die Kristallisation zu beschleunigen.
Die Weinsäure kann im Gegensatz zur Äpfelsäure recht einfach mit dem Schnelltest nach Rebelein ermittelt werden. Die Weinsäure im Wein wird mit einem Ammonium-Derivat, dem Ammonium-Monovanadat in einen orange-gelben Farbkomplex übergeführt. Die Intensität der Färbung wird bei einer Wellenlänge von 540 nm mittels Fotometrie optisch gemessen. Aus einer Umrechnungstabelle wird der Weinsäuregehalt abgelesen.

## Äpfelsäure

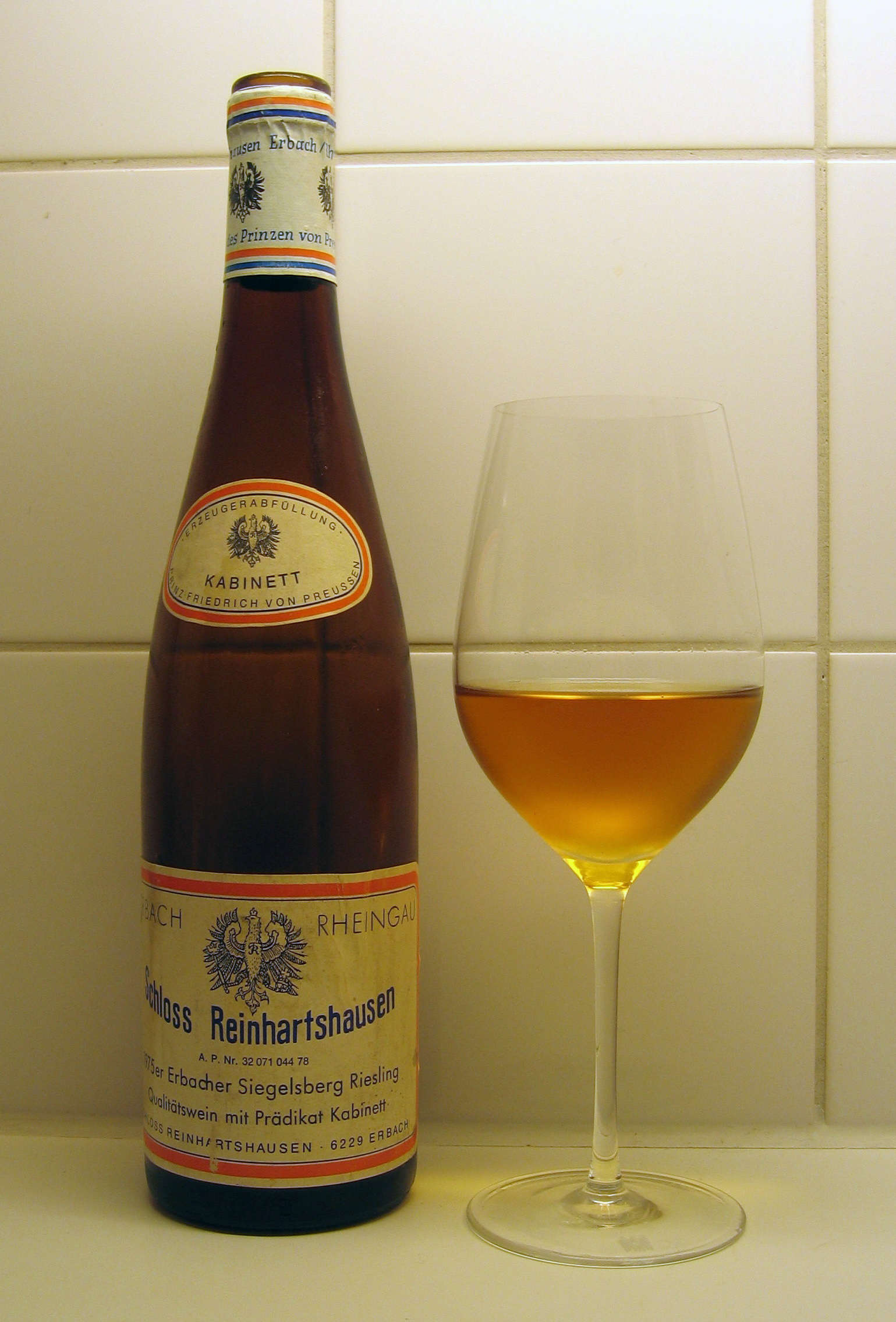
Weine aus kühlem Weinbauklima, wie Champagner oder dieser Riesling des Jahrgangs 1975 aus dem Rheingau, verfügen über einen natürlich höheren Anteil von Äpfelsäure als Weine aus wärmeren Anbaugebieten. In der Weinbeschreibung findet man häufig die Notation grüner Apfel.

Äpfelsäure (2-Hydroxybernsteinsäure) ist eine Dicarbonsäure, die als rechtsdrehende D-Äpfelsäure und als linksdrehende L-Äpfelsäure vorkommt. Die L-Form ist ein Zwischenprodukt im Citratzyklus. In der Natur ist L-Äpfelsäure in unreifen Äpfeln, Quitten, Weintrauben, Berberitzenbeeren, Vogelbeeren und Stachelbeeren enthalten. Insbesondere in der Weinbeschreibung wird die Geschmacksnote grüner, unreifer Apfel fälschlich auf einen hohen Anteil an Äpfelsäure zurückgeführt. Äpfelsäure ist jedoch geschmacklich nicht von der Weinsäure zu unterscheiden und dient eher als Indikator, dass die Reife der Frucht noch nicht erreicht wurde.
Zusammen mit der Weinsäure ist die Äpfelsäure die wichtigste der innerhalb der Weinbeere erzeugten organischen Säuren. Sie wird im chlorophyllhaltigen Gewebe der Beere durch Verstoffwechslung von Zucker gebildet und wirkt als Energie-Vektor in der Rebe. Bei beginnender Reife der Beeren nimmt der Anteil des chlorophyllhaltigen Gewebes ab (die Beeren verfärben sich von grün nach gelb, weiß, rot oder bläulich-schwarz) und es kommt zu einem Stopp der Produktion der Säure. Kurz nach dem Stopp der Produktion liegt die Konzentration von Äpfelsäure in den Beeren bei sehr hohen 20 g/l. Die Menge der Säure ist zum Teil abhängig von der Rebsorte. Sorten wie Barbera, Carignan, Colombard, Riesling und Silvaner haben von Natur aus einen hohen Anteil an Äpfelsäure. Beim Reifen der Beeren kommt es zu einem Säureabbau durch Zellveratmung. Die Geschwindigkeit des Abbaus ist stark temperaturabhängig und kann insbesondere bei hohen Nachttemperaturen höher sein als die Geschwindigkeit der physiologischen Reifung. Dies führte beim sehr warmen Jahrgang 2003 in Deutschland zu sehr säurearmem Mosten. Säurearme Moste ergeben flache Weine und sind mikrobiell nicht stabil genug. In warmen Anbaugebieten ist dieses Phänomen seit langem bekannt und eine Aufsäuerung des Mosts mit Weinsäure oder Citronensäure gehört zur gängigen Praxis. In Deutschland ist Citronensäure zur Säuerung nicht erlaubt.
Im kühlen Weinbauklima bleibt bei Vollreife meist noch ein hoher Anteil an Äpfelsäure in den Beeren. Um der hohen Säure eine geschmackliche Komponente entgegenzustellen, wurde in Deutschland bis zu Anfang des 21. Jahrhunderts ein möglichst hohes Mostgewicht im Lesegut angestrebt. Ein hohes Mostgewicht ist meist Garant für einen hohen Alkoholgehalt im Wein und gibt Raum zum Schaffen einer Restsüße, die eine zu scharfe Säure verschleiern kann.
Die bei der Reife verbleibende Menge an Äpfelsäure kann je nach Jahrgang, Anbaugebiet und Mikroklima bei 1 bis 9 g/l liegen und ist damit eine wichtige Ursache jahrgangsbedingter oder lagebedingter Qualitätsunterschiede.
Mit dem Verfahren des biologischen Säureabbaus (siehe den Artikel Malolaktische Gärung) kann der Gehalt der Äpfelsäure beeinflusst werden. Beim biologischen Säureabbau (auch häufig BSA genannt) wird die aggressivere Äpfelsäure durch Milchsäurebakterien in die weniger starke Milchsäure verstoffwechselt. Bei gesundem Lesegut findet man auf den Beeren nur kleine Mengen der Milchsäurebakterien. Die früher sporadisch und spontan auftretende malolaktische Gärung wird heute insbesondere bei Rotweinen gezielt durchgeführt. Dabei wird der vergorene Wein noch im Holzfass mit Milchsäurebakterien geimpft.

## Milchsäure

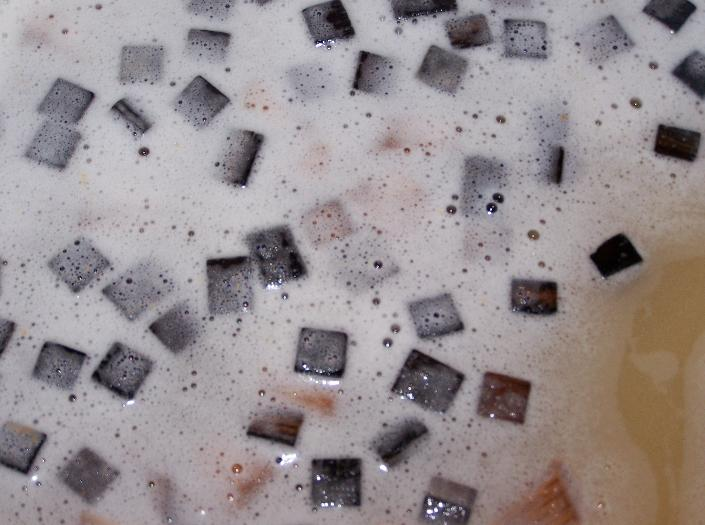
Chardonnay durchläuft häufig eine malolaktische Gärung, insbesondere dann, wenn ein Ausbau im Holzfass bzw. Barrique erfolgt. Das Fass oder wie hier im Bild die Holzchips verleihen dem Wein einen Holzton und reduzieren ohnehin die Fruchtigkeit.

Milchsäure (lateinisch acidum lacticum) ist eine chemische Verbindung, die ein wichtiges Zwischenprodukt im Stoffwechsel darstellt. Milchsäure ist zum Beispiel ein Produkt beim Abbau von Zuckern durch anaerobe Glycolyse. Milchsäure wird vielen Nahrungsmitteln in Form der Salze Calciumlactat oder Calciumlactatgluconat zur Calciumanreicherung zugesetzt. Als Lebensmittelzusatzstoff trägt sie die Bezeichnung E 270. Milchsäure wird in der Genussmittelindustrie (Brauerei, Bäckerei, als Säuerungsmittel in Süßwaren, vereinzelt in Limonade) verwendet. Joghurt und Sauerkraut sind Nahrungsmittel, die durch Einwirkung von Milchsäurebakterien entstehen.
Die Monocarbonsäure kommt in natürlicher Form nicht in den Beeren vor. Erst durch Einwirkung der Bakterien der Gattungen Oenococcus, Pediococcus und Lactobacillus wird die milde Milchsäure produziert. Die Milchsäurebakterien wandeln während des biologischen Säureabbaus Zucker und Äpfelsäure in Milchsäure um. Als Nebenprodukt entsteht auch Kohlensäure. In der Weinbauterminologie wird der biologische Säureabbau Malolaktische Gärung genannt. Der Name Gärung ist jedoch irreführend und ist lediglich der Erzeugung der Kohlensäure geschuldet. Die Mechanismen des biologischen Säureabbaus werden erst seit den 1960er Jahren verstanden und werden seither gezielt im Weinausbau verwendet. Die malolaktische Gärung verleiht den Weinen etwas mehr Komplexität und wandelt die aggressivere Äpfelsäure in die sanftere Milchsäure um. Weißweine verlieren jedoch an Fruchtigkeit, so dass das Durchlaufen des Säureabbaus nicht immer willkommen ist. Die Weine der Rebsorten Chenin Blanc oder Riesling verlieren meist an Qualität. Bei einer nicht kontrollierten Durchführung des Säureabbaus kann es zudem zur Trübung des Weins kommen.
Beim Durchlaufen der malolaktischen Gärung entstehen auch die biogenen Amine Histamin (→Histamin-Intoleranz), Tyramin, Putrescin und Phenylethylamin. Die biogenen Amine stehen im Ruf, Kopfschmerzen zu verursachen. Durch Zugabe von Schwefeldioxid kann der Wein stabilisiert werden und eine Verbreitung der Milchsäurebakterien vermieden werden. Dadurch kann der biologische Säureabbau unterbunden werden. Milchsäurebakterien können tief in den Wandungen eines Holzfasses überleben. Ein Ausbau im Fass ist daher problematisch, wenn der Wein die malolaktische Gärung nicht durchlaufen soll.

## Citronensäure
Die farblose, sauer schmeckende Citronensäure kommt in Zitrusfrüchten, Pilzen und Milch vor. Im Wein ist sie mit einem Anteil von 0,1 bis 0,4 g/l enthalten. Die Säure wird jedoch nur in Spuren innerhalb der Beeren erzeugt, sondern ist ein Nebenprodukt der alkoholischen Gärung. Bei einer malolaktischen Gärung wird die Citronensäure (auch Zitronensäure genannt) von den Milchsäurebakterien abgebaut. Sie wirkt stabilisierend gegen Eisen- und Kupfertrübungen (→ Weinfehler) im Wein. Nach EU-Recht ist der Einsatz der Säure im Hinblick auf den Ausbau des Weines gestattet (in englischer Schreibweise for wine stabilisation purposes).
Kleinere Erhöhungen der Gesamtsäure um bis zu 0,5 g/l können auch mit Citronensäure erfolgen. Bei diesen kleinen Zusatzmengen kann die Säure sensorisch nicht wahrgenommen werden und verhilft säurearmen Weinen zu mehr Struktur und Frische. Die Zugabe von Citronensäure erfolgt erst nach der alkoholischen Gärung im mikrobiologisch stabilen Wein, da die Hefe während der Gärung Citronensäure in die unerwünschte Essigsäure Diacetyl (Butterton) verstoffwechselt. Die Zugabe von Citronensäure zur Säuerung ist in Deutschland nicht erlaubt, nur zur Metallstabilisierung. Der Grenzwert liegt bei 1 g/l.

## Andere Säuren

### Essigsäure
Essigsäure ist eine Carbonsäure und gehört zu den flüchtigen Säuren. Bei höherer Konzentration gehört der Essigstich zu den Weinfehlern, die im ausgebauten Wein nicht mehr versteckt werden können. Als verdorben gelten nach Verordnung Weißweine mit mehr als 1,08 g/l und Rotweine wegen der kräftigeren Tannine mit mehr als 1,2 g/l. Ein echter Essigstich wird bei diesen Weinen in der Nase erst ab 1,5 g/l flüchtiger Säure auffällig. Sensible Verkoster können einen Essigstich bereits ab einer Konzentration von 0,5 g/l ausmachen. Eine Ausnahme bilden die edelsüßen Weine, bei denen die konzentrierten Aromen in der Lage sind, eine leichte Essignote zu kaschieren. In diesem Fall liegt die gesetzliche Obergrenze bei 1,8 g/l. Essigsäure kann bereits im Most vorhanden sein, zum Beispiel wenn die Trauben durch Hagel oder Vogelfraß verletzt werden und die auf der Beerenhaut vorhandenen Bakterien mit dem Zucker der Beeren in Verbindung kommen. Im Extremfall ist bereits im Weinberg eine leichte Essignote vernehmbar.
Essig (lat. Acetum) ist ein stark sauer schmeckendes Würz- und Konservierungsmittel, das durch Fermentation alkoholhaltiger Flüssigkeiten (also auch Wein, Apfelmost, Bier, oder Reiswein) mit Essigsäurebakterien (Essigmutter) hergestellt wird.

### Ascorbinsäure
Als natürlicher Inhaltsstoff spielt die Säure in den Beeren kaum eine Rolle. Ihr Gehalt fällt mit unter 20 mg/l zehnmal geringer aus als in Zitrusfrüchten. Die stabilisierende Wirkung der Säure als Antioxidationsmittel wurde in Deutschland kaum genutzt. Erst als Forscher der Bayerischen Landesanstalt für Weinbau und Gartenbau in Veitshöchheim entdeckten, dass die Ascorbinsäure den seit Anfang der 1990er Jahre bekannten Weinfehler UTA (untypische Alterungsnote) unterbinden oder zumindest verzögern kann, erwachte das Interesse. Seit dem Jahrgang 2006 ist der Zusatz von Ascorbinsäure zu Trauben, Maische und Most erlaubt. Bereits vorher durfte bis zu 250 mg/l zum Wein kurz vor der Abfüllung zugesetzt werden.
Weine mit dem Fehler UTA besitzen kein oder nur wenig rebsortentypisches Bukett und wirken bereits nach einer kurzen Reifezeit überlagert und stark gealtert.

### Buttersäure
Der Geruch von Buttersäure kann vom Menschen und manchen Tieren in kleinen Spuren wahrgenommen werden. Der Mensch bewertet den Geruch negativ. Bekannt ist der Geruch von ranzigem Fett, bei Camembert oder auch Parmesankäse. Buttersäure kann insbesondere bei einer nicht korrekt durchgeführten malolaktischen Gärung entstehen.

### Sorbinsäure

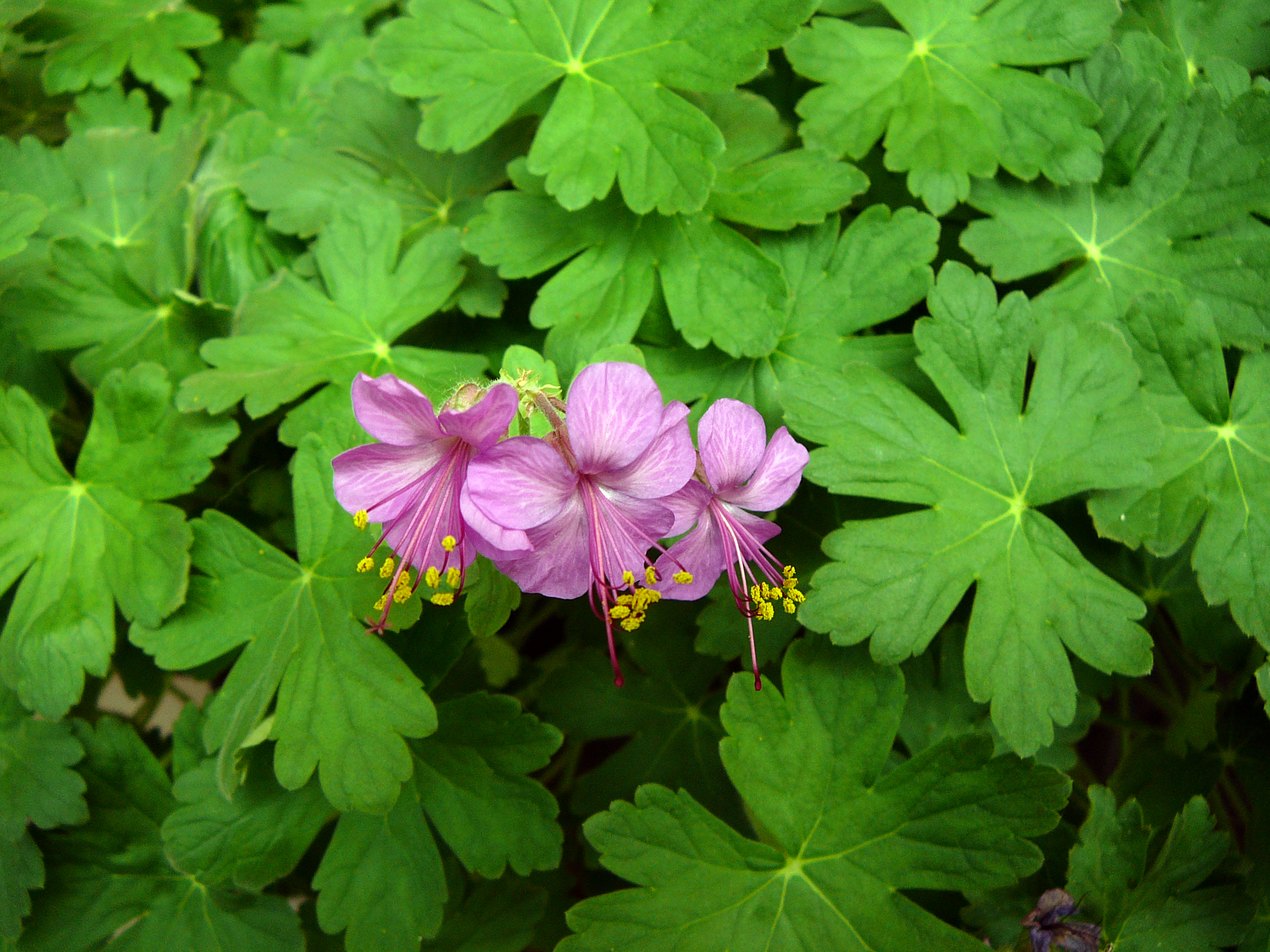
Der Geranienton gehört zu den Weinfehlern, der durch die Sorbinsäure verursacht werden kann. Geruchlich erinnert der Fehler an die zerriebenen Blätter von Pelargonien.

Sorbinsäure ist bis zu einer Menge von 200 mg/l als Konservierungsmittel im Wein zugelassen. Häufig wird die Säure in Form von Kaliumsorbat (max. 275 mg/l) verarbeitet. Meist wird die Sorbinsäure in restsüßen Weinen eingesetzt, da sie sowohl die Vermehrung von Pilzen, Bakterien und Hefe unterdrückt. Dies gilt jedoch nicht bei Milchsäurebakterien, die sich in Gegenwart von Sorbinsäure noch vermehren. Falls nach der Zugabe der Säure der biologische Säureabbau ungewollt einsetzt, kann der mit dem Wort Geranienton umschriebene Weinfehler entstehen. Bereits kleinste Spuren der Substanz 2-Ethoxy-hexa-3,5-dien sind sensorisch ermittelbar. Als Wahrnehmungs-Schwellenwert gelten 0,001 mg/l! Häufig wird behauptet, Sorbinsäure werde bereits sei Jahrzehnten in Deutschland nicht mehr benutzt. Rainer Amann vom Staatlichen Weinbauinstitut Freiburg veröffentlichte im Jahr 2007 eine Studie zu 85 deutschen Weinen und fand in 4 restsüßen Weinen noch den Konservierungsstoff.

### Bernsteinsäure
Bernsteinsäure ist in erster Linie ein Nebenprodukt der alkoholischen Gärung, findet sich jedoch bereits in kleinsten Mengen in den Beeren der Rebe. Sie ist in der EU als Lebensmittelzusatzstoff der Nummer E 363 zugelassen und dient als solches beispielsweise als Geschmacksverstärker. Insbesondere bei der Kohlensäuremaischung entsteht die Säure. Während die Bernsteinsäure leicht bitter und salzig schmeckt, bringt die Veresterung Monomethylsuccinat eine mild-fruchtige Komponente in den Wein.
In der nachfolgenden Tabelle wird ein Überblick über die im Wein nachweisbaren organischen Säuren gegeben.
| Bezeichnung     | Bezeichnung nach IUAPC                                      | Strukturformel | Molare Masse   | Säurekonstante | Herkunft                 |
| --------------- | ----------------------------------------------------------- | -------------- | -------------- | -------------- | ------------------------ |
| Weinsäure       | 2,3-Dihydroxybutandisäure                                   |                | 150 g•mol−1    | 3,01 / 4,37    | gesunde Beere            |
| Äpfelsäure      | 2-Hydroxybutandisäure                                       |                | 134,09 g•mol−1 | 3,46 / 5,13    | gesunde Beere            |
| Citronensäure   | 2-Hydroxypropan-1,2,3-tricarbonsäure                        |                | 192,43 g•mol−1 | 3,14 / 5,74    | gesunde Beere            |
| Ascorbinsäure   | (R)-5-[(S)-1,2-Dihydroxyethyl]-3,4- dihydroxy-5H-furan-2-on |                | 176,13 g•mol−1 | 4,10           | gesunde Beere            |
| Oxalsäure       | Ethandisäure                                                |                | 90,04 g•mol−1  | 1,27 / 4,28    | gesunde Beere            |
| Glycolsäure     | Hydroxyessigsäure                                           |                | 76,05 g•mol−1  | 3,83           | gesunde Beere            |
| Fumarsäure      | trans-Butendisäure                                          |                | 116,07 g•mol−1 | 3,03 / 4,44    | gesunde Beere            |
| Glucuronsäure   | 3,4,5,6-Tetrahydroxytetrahydropyran-2- carbonsäure          |                | 194,14 g•mol−1 |                | gesunde Beere + Botrytis |
| Galacturonsäure |                                                             |                | 194,14 g•mol−1 |                | gesunde Beere + Botrytis |
| Gluconsäure     | 2,3,4,5,6-pentahydroxyhexansäure                            |                | 196,16 g•mol−1 | 3,86           | gesunde Beere + Botrytis |
| Schleimsäure    | 2,3,4,5-Tetrahydroxyadipinsäure                             |                | 210,14 g•mol−1 |                | gesunde Beere + Botrytis |